# Taina Bofferding
Pour l’article homonyme, voir Bofferding.
Taina Bofferding, née le 22 novembre 1982 à Esch-sur-Alzette (Luxembourg) est une femme politique luxembourgeoise, membre du Parti ouvrier socialiste luxembourgeois (LSAP) depuis 2004. 
Membre de la Chambre des députés de 2013 à 2018, à la suite des élections de du 14 octobre 2018, elle est nommée ministre de l'Intérieur et ministre de l'Égalité entre femmes et hommes le 5 décembre 2018 au sein du deuxième gouvernement dirigé par Xavier Bettel.

## Biographie

### Carrière professionnelle
Originaire de la ville-frontière d'Esch-sur-Alzette, après des études secondaires au Lycée Hubert-Clément (lb), elle fait d'abord des études d'éducatrice à l'Institut d'études éducatives et sociales de Luxembourg (IEES), dont elle sort diplômée en 2005, puis des études de sciences sociales à l'université de Trèves qui lui confère le titre de Master en sciences sociales en 2011.
En 2010, elle fait partie des membres fondateurs de l'Alliance des humanistes, athées et agnostiques (de) (AHA) qui cherche à séparer plus radicalement les domaines socio-politique et religieux. Après neuf ans à la fonction de vice-présidente, elle cède son mandat lors de sa nomination au gouvernement. 
De 2011 à 2015, elle est secrétaire syndicale de la Confédération syndicale indépendante du Luxembourg (OGB-L). Interpellée par les inégalités sociales, elle s'engage alors en politique pour aboutir à plus d'égalité des chances dans la société, promouvoir la redistribution des richesses et la consolidation de l'État social. De fait, pour se consacrer à plein temps à ses activités politiques, elle présente sa démission en 2015.

### Carrière politique
En 2011, Taina Bofferding est élue au conseil communal d'Esch-sur-Alzette. Lors de sa nomination au gouvernement, elle est contrainte de démissionner de son mandat politique au niveau local. 
Lors des élections législatives anticipées du 20 octobre 2013, elle est candidate sur la liste socialiste présentée dans la circonscription Sud. Bien qu'elle n'ait pas été directement élue à la Chambre des députés, elle remplace néanmoins Lydia Mutsch en tant que suppléante. À la Chambre, elle est membre de plusieurs commissions et notamment vice-présidente de la Commission de la Famille et de l'Intégration.
À l'issue des élections législatives d'octobre 2018, et bien que non réélue à la Chambre, elle est appelée au gouvernement de coalition libéral-socialiste-verts où elle obtient le portefeuille de ministre de l'Intérieur.